# Хркалович, Эмир
Эмир Хркалович (серб. Емир Хркаловић; род. 17 мая 1991, Сьеница) — сербский биатлонист и лыжник.

## Спортивная карьера
На международных соревнованиях дебютировал в 2009 году на последнем этапе Кубка IBU 2008/2009 в болгарском Банско, где занял 35-е место в спринте. Лучший результат в рамках соревнований Кубка IBU — 10-е место в индивидуальной гонке в норвежском Бейтостолене в сезоне 2013/2014.
В Кубке мира дебютировал в сезоне 2011/12 на этапе в итальянской Антерсельве в составе мужской эстафеты. Дебют в личных гонках состоялся в следующем сезоне. Лучшим результатом на соревнованиях Кубка мира является 93-е место в спринте, который прошёл в сезоне 2012/13 в Оберхофе, а в составе эстафеты — 22-е место, занятое в 2013 году в Антерсельве.

### Участие в Чемпионатах мира
| Год  | Место проведения | Инд | Спр | Пр | МС | Эст | См |
| 2012 | ЧМ Рупольдинг    | 128 | —   | —  | —  | LPD | —  |
| 2013 | ЧМ Нове-Место    | 97  | 116 | —  | —  | LPD | —  |